# Tommaso Boninti
Tommaso Boninti (30 de septiembre de 2003) es un deportista de Italia que compite en atletismo. Ganó una medalla de plata en el Campeonato Europeo de Atletismo Sub-20 de 2021, en la prueba de 4 × 400 m.